# Bora Jozef Stanicki
Bora Jozef Stanicki (ur. 27 lipca 2001) – turecki siatkarz pochodzenia polskiego, grający na pozycji przyjmującego.
Pochodzi z rodziny siatkarskiej: ojciec Dariusz Stanicki w przeszłości był siatkarzem; jego matką jest Turczynka o imieniu Ozlem.

## Sukcesy klubowe
Superpuchar Turcji:
- 2020

Mistrzostwo Turcji:
- 2021
- 2022[2]